# November Man
A November Man (eredeti cím: The November Man) 2014-es amerikai kémfilm, akció-thriller, melynek rendezője Roger Donaldson (aki korábban már többször is együtt dolgozott Brosnannel), forgatókönyvírói Michael Finch és Karl. A főszerepet Pierce Brosnan, Luke Bracey és Olga Kurylenko alakítja.
Az Amerikai Egyesült Államokban 2014. augusztus 27-én mutatták be, Magyarországon két hónappal később szinkronizálva, október 9-én a Freeman Film forgalmazásában.
Általánosságban vegyes véleményeket kapott a kritikusoktól. A Metacritic oldalán a film értékelése 38% a 100-ból, amely 32 véleményen alapul. A Rotten Tomatoeson a November Man 36%-os minősítést kapott, 132 értékelés alapján.

## Cselekmény
2008-ban Peter Devereaux, a CIA ügynöke felügyeli egy fiatal ügynök, David Mason munkáját egy Montenegróban végrehajtott védelmi küldetés során. Mason nem engedelmeskedik Devereaux parancsának, hogy ne lőjön.  Lelő és azzal megöl egy merénylőt, de ugyanakkor egy gyerek is meghal a lövedéktől.
Öt évvel később Devereaux már nyugdíjba vonult, és a Svájcban található Lausanne-ban él. Megérkezik egykori főnöke, John Hanley, és meggyőzi, hogy hozza ki Natalia Ulanovát, Oroszország megválasztott elnökének asszisztensét. Ulanova kinyitja Fedorov széfjét, amíg az beszédet tart, és lefényképezi a mobiljával a háborús bűnöket ábrázoló régi fényképeket. Kapcsolatba lép a CIA kivonó csapatával, és megszökik. Fedorov riasztja az orosz titkosszolgálatot, akik üldözik a nőt Moszkva utcáin keresztül, és több lövést leadnak rá, amíg Devereaux meg nem menti a kocsijával. A nő megad neki egy nevet, Mira Filipova, aki személyesen tanusíthatja a háborús fényképek valódiságát. A férfi továbbítja a nevet Hanley-nek. A Hanley által koordinált CIA-csapat nem tud Devereaux jelenlétéről.
Az „állomásfőnök”, Perry Weinstein parancsot ad Ulanova megölésére, amit Mason végrehajt egy távcsöves puskával. A haldokló Ulanova átadja Devereaux-nak a fényképeket tartalmazó telefonját. Amikor a CIA-csapat elhagyja a parkolót, Devereaux mindenkit megöl az osztagból, amíg szembe nem kerül Masonnal, akit fegyverrel fenyeget. A két férfi lövöldözés nélkül válik el egymástól. Kiderül, hogy Devereaux és Ulanova már korábban is kapcsolatban álltak egymással. Hanley-t őrizetbe veszik kihallgatásra.
Eközben a' The New York Times újságírója, Edgar Simpson felkutatja a menekültügyi irodában dolgozó Alice Fournier-t, és a segítségét kéri, hogy írjon egy leleplező cikket Fedorov háborús bűneiről a második csecsen háború alatt. Alexa, egy bérgyilkos, megérkezik Belgrádba, és megtudja, hogy Fournier egy kávézóban fog találkozni Simpsonnal. Devereaux szintén Belgrádba érkezik, Hanley házához megy, és megtalálja Fournier-t, mint Filipova egyetlen ismert kapcsolatát. Megérkezik a kávézóba, és megmenti Fournier-t mind Alexa, mind Mason csapatától.
Fournier elmondja, hogy Filipova úgy tett Federov előtt, mintha néma lenne. Valójában beszélt oroszul, és figyelte Fedorov beszélgetéseit, többek között a hamis zászló összeesküvést az orosz hadsereg egyik épületének felrobbantásáról, hogy azzal háborút kezdeményezzenek és elfoglalják a csecsen olajmezőket. Fedorov egykori társa, Denisov megerősíti az összeesküvést, és felfedi a CIA részvételét. Devereaux elküldi Fournier-t.
Fedorov Belgrádba érkezik egy energetikai konferenciára. Fournier a lakásán találkozik Simpsonnal, ahol Alexa megtámadja és megöli Simpsont; Fournier elmenekül. Devereaux beoson a CIA kihallgató konténerébe, ahol Hanley-t tartják fogva.  Hanley azt állítja, hogy Weinstein segített Fedorovnak, és kiderül, hogy Fournier valójában Filipova. Mason azt is megtudja, hogy az igazi Fournier évekkel ezelőtt meghalt, és Filipova felhasználta a személyazonosságát, mert tudta, hogy őt keresni fogják, hogy megöljék. Filipova drága prostituáltnak álcázva elmegy Fedorov szállodai szobájába. Kiderül, hogy a családját a szeme láttára gyilkolta meg Federov, aki később többször megerőszakolta. Meglepi Federovot, és egy üvegdarabot szorít a nyakához, de képtelen megölni. Devereaux felmegy a szálloda lépcsőjén, lelövi a testőröket, és a nővel felveteti Federov vallomását, hogy ki volt az az amerikai CIA-ügynök, akivel ő megegyezett. Kiderül, hogy Hanley volt az, nem Weinstein.
Mason megérkezik a szállodába, Devereaux és Filipova elmenekül, miután leüti Masont, és otthagyja neki Fedorov rögzített vallomását. Amikor azonban Mason és Celia megérkezik Langleybe, hogy bemutassák a bizonyítékokat, rájönnek, hogy Weinsteint Hanley leváltotta és eltávolította.
Devereaux felhívja Lucyt, az ő és Ulanova lányát; a telefont Hanley veszi fel, aki elrabolta a lányt. Devereaux meggyőzi Filipovát, hogy menjen el egy vasútállomásra, és ott várjon rá. Ott Filipova egy nyilvános számítógéphez megy, hogy megírja a Fedorovval kapcsolatos történetét.
Devereaux találkozik Hanley-vel és Masonnal, és közli, hogy egy buszpályaudvaron találják  Filipovát, cserébe Devereaux visszakapja Lucyt.
Mason azt a feladatot kapja Hanley-től, hogy menjen a buszpályaudvarra és keresse meg a nőt.
Alexa megtalálja Filipovát az állomáson; Filipova menekülni kezd, majd egy lépcsőfordulónál egy lapáttal fejbe üti, Alexa eszméletlenül elterül. Filipova visszatér a számítógéphez, befejezi a gépelést, és elküldi a sajtónak.
Hanley felfedi szándékát, hogy Federovot megzsarolja, miután ő lesz az elnök, és rákényszeríti Oroszországot, hogy csatlakozzon a NATO-hoz a Közel-Kelet ellen.
Celia, Mason CIA-s társa a telefon alapján megtalálja az emberrablók tartózkodási helyét, és  Mason megmenti Lucyt néhány őr lelövése után. Visszatér Hanleyhez, és segít Devereaux-nak megölni Hanley embereit és legyőzni Hanley-t. Devereaux találkozik Lucyval és Filipovával, és elindulnak a vonattal.
Később Filipova tanúskodik a Nemzetközi Büntetőbíróságon Fedorov ellen, ezzel érvénytelenné válik Fedorov jelöltsége. Fedorovot később ismeretlen orvlövész fejbe lövi a hajóján.

## Szereplők
| Szerep          | Színész           | Magyar hang      |
| --------------- | ----------------- | ---------------- |
| Devereaux       | Pierce Brosnan    | Kautzky Armand   |
| Mason           | Luke Bracey       | Szabó Máté       |
| Alice           | Olga Kurylenko    | Pikali Gerda     |
| Hanley          | Bill Smitrovich   | Székhelyi József |
| Alexa           | Amila Terzimehic  | Szilágyi Csenge  |
| Arkady Federov  | Lazar Ristovski   | Konrád Antal     |
| Natalia Ulanova | Mediha Musliovic  | Németh Kriszta   |
| Sarah           | Eliza Taylor      | Gáspár Kata      |
| Celia           | Caterina Scorsone | Kiss Eszter      |
| Meyers          | Akie Kotabe       | Pálmai Szabolcs  |
| Perry Weinstein | Will Patton       | Rosta Sándor     |
| Edgar Simpson   | Patrick Kennedy   | Renácz Zoltán    |
| Denisov         | Dragan Marinkovic | Bácskai János    |
| Jones ügynök    | Ben Willens       | Joó Gábor        |
| Lucy            | Tara Jevrosimovic | Boldog Emese     |
| Michelle        | Marija Dakic      |                  |

## Fordítás
- Ez a szócikk részben vagy egészben  a   The November Man című angol Wikipédia-szócikk fordításán alapul.  Az eredeti cikk szerkesztőit annak laptörténete sorolja fel. Ez a jelzés csupán a megfogalmazás eredetét és a szerzői jogokat jelzi, nem szolgál a cikkben szereplő információk forrásmegjelöléseként.